# Hormonokkal túlfűtve
A Hormonokkal túlfűtve 2017-es animációs televíziós sorozat. Az animációs sorozatból 7 évad készült. Nick Kroll alkotta és a Netflix hozta forgalomba.

## Szereplők
- Jason Mantzoukas – Jay Bilzerian
- Jenny Slate – Missy
- Nick Kroll – Hormon szörny
- John Mulaney – Andrew Glouberman
- Jordan Peele – Ellington szelleme
- Maya Rudolph – Diane
- Jessi Klein – Jessi Glaser
- Kristen Bell – Lena
- Andrew Rannells – Matthew
- Jessica Chaffin – Shannon Glaser
- Paula Pell – Barbara

## Epizódok
| Évad | Évad | Epizódok | Epizódok         | Eredeti sugárzás     | Eredeti sugárzás     | Eredeti adó       | Magyar sugárzás      | Magyar sugárzás      | Magyar adó |
| Évad | Évad | Epizódok | Epizódok         | Évadpremier          | Évadfinálé           | Eredeti adó       | Évadpremier          | Évadfinálé           | Magyar adó |
| ---- | ---- | -------- | ---------------- | -------------------- | -------------------- | ----------------- | -------------------- | -------------------- | ---------- |
|      | 1    | 10       | 10               | 2017. szeptember 29. | 2017. szeptember 29. |                   | 2017. szeptember 29. | 2017. szeptember 29. |            |
|      | 2    | 10       | 10               | 2018. október 5.     | 2018. október 5.     | 2018. október 5.  | 2018. október 5.     |                      |            |
|      | 3    | 11       | 1                | 2019. február 8.     | 2019. február 8.     | 2019. február 8.  | 2019. február 8.     |                      |            |
| 10   | 3    | 11       | 2019. október 4. | 2019. október 4.     | 2019. október 4.     | 2019. október 4.  |                      |                      |            |
|      | 4    | 10       | 10               | 2020. december 4.    | 2020. december 4.    | 2020. december 4. | 2020. december 4.    |                      |            |
|      | 5    | 10       | 10               | 2021. november 5.    | 2021. november 5.    | 2021. november 5. | 2021. november 5.    |                      |            |

### Első évad (2017)
| #   | Cím | Rendező          | Író                                                           | Premier                                   |
| --- | --- | ---------------- | ------------------------------------------------------------- | ----------------------------------------- |
| 1.  | Ejakuláció (Ejaculation)                                                                                | Joel Moser       | Nick Kroll & Andrew Goldberg & Jennifer Flackett & Mark Levin | 2017. szeptember 29. 2017. szeptember 29. |
| 2.  | Mindenki vérzik (Everybody Bleeds)                                                                      | Bryan Francis    | Kelly Galuska                                                 | 2017. szeptember 29. 2017. szeptember 29. |
| 3.  | Meleg vagyok? (Am I Gay?)                                                                               | Mike L. Mayfield | Joe Wengert                                                   | 2017. szeptember 29. 2017. szeptember 29. |
| 4.  | Ottalvós buli: az érzelmi brutalitás kínkeservei (Sleepover: A Harrowing Ordeal of Emotional Brutality) | Joel Moser       | Jess Dweck & Victor Quinaz                                    | 2017. szeptember 29. 2017. szeptember 29. |
| 5.  | A nők is lehetnek kanosak (Girls Are Horny Too)                                                         | Bryan Francis    | Emily Altman                                                  | 2017. szeptember 29. 2017. szeptember 29. |
| 6.  | Enyelgés (Pillow Talk)                                                                                  | Mike L. Mayfield | Peter A. Knight                                               | 2017. szeptember 29. 2017. szeptember 29. |
| 7.  | Rekviem egy erotikus álomért (Requiem for a Wet Dream)                                                  | Joel Moser       | Duffy Boudreau                                                | 2017. szeptember 29. 2017. szeptember 29. |
| 8.  | Ne nyomd közben a fejem (The Head Push)                                                                 | Bryan Francis    | Emily Altman & Jennifer Flackett & Mark Levin                 | 2017. szeptember 29. 2017. szeptember 29. |
| 9.  | Túléltem Jessi bat mitzvah-ját (I Survived Jessi's Bat Mitzvah)                                         | Mike L. Mayfield | Kelly Galuska                                                 | 2017. szeptember 29. 2017. szeptember 29. |
| 10. | Pornófüggőség (The Pornscape)                                                                           | Joel Moser       | Gil Ozeri                                                     | 2017. szeptember 29. 2017. szeptember 29. |

### Második évad (2018)
| Sor. | Év. | Cím                                                                 | Rendező       | Író             | Premier                           |
| ---- | --- | ------------------------------------------------------------------- | ------------- | --------------- | --------------------------------- |
| 11.  | 1.  | Normális vagyok? (Am I Normal?)                                     | Bob Suarez    | Andrew Goldberg | 2018. október 5. 2018. október 5. |
| 12.  | 2.  | Hogy is van ez a cicikkel? (What Is It About Boobs?)                | Bryan Francis | Kelly Galuska   | 2018. október 5. 2018. október 5. |
| 13.  | 3.  | A szégyen varázslója (The Shame Wizard)                             | Joel Moser    | Victor Quinaz   | 2018. október 5. 2018. október 5. |
| 14.  | 4.  | Steve, a szűz (Steve the Virgin)                                    | Bob Suarez    | Joe Wengert     | 2018. október 5. 2018. október 5. |
| 15.  | 5.  | Előadás a tervezett családtervezésről (The Planned Parenthood Show) | Bryan Francis | Emily Altman    | 2018. október 5. 2018. október 5. |
| 16.  | 6.  | Drogtesók (Drug Buddies)                                            | Joel Moser    | Gil Ozeri       | 2018. október 5. 2018. október 5. |
| 17.  | 7.  | Pasik városa (Guy Town)                                             | Bob Suarez    | Joe Wengert     | 2018. október 5. 2018. október 5. |
| 18.  | 8.  | A cici sötét oldala (Dark Side of the Boob)                         | Bryan Francis | Kelly Galuska   | 2018. október 5. 2018. október 5. |
| 19.  | 9.  | Smárolj vagy mondd el (Smooch or Share)                             | Joel Moser    | Alex Rubens     | 2018. október 5. 2018. október 5. |
| 20.  | 10. | A pubertás osztály (The Department of Puberty)                      | Bob Suarez    | Gil Ozeri       | 2018. október 5. 2018. október 5. |

### Harmadik évad (2019)
| Sor. | Év. | Cím                                                       | Rendező                          | Író                                                                                                 | Premier                           |
| ---- | --- | --------------------------------------------------------- | -------------------------------- | --------------------------------------------------------------------------------------------------- | --------------------------------- |
| 21.  | 1.  | Szőrös kedvesem (My Furry Valentine)                      | Kim Arndt & Bob Suarez           | Történet: Andrew Goldberg & Jennifer Flackett & Joe Wengert Tévéjáték: Emily Altman & Victor Quinaz | 2019. február 8. 2019. február 8. |
| 22.  | 2.  | A nők is lehetnek mérgesek (Girls Are Angry Too)          | Bob Suarez                       | Hayley Adams & JoEllen Redlingshafer & Kelsey Cressman                                              | 2019. október 4. 2019. október 4. |
| 23.  | 3.  | Cellsea (Cellsea)                                         | Bryan Francis                    | Joe Wengert                                                                                         | 2019. október 4. 2019. október 4. |
| 24.  | 4.  | A megszállott (Obsessed)                                  | Joel Moser                       | Kelly Galuska & Jaboukie Young-White                                                                | 2019. október 4. 2019. október 4. |
| 25.  | 5.  | Florida (Florida)                                         | Kim Arndt                        | Victor Quinaz                                                                                       | 2019. október 4. 2019. október 4. |
| 26.  | 6.  | Hogyan érjünk el orgazmust (How To Have An Orgasm)        | Bob Suarez                       | Emily Altman                                                                                        | 2019. október 4. 2019. október 4. |
| 27.  | 7.  | Duke (Duke)                                               | Bryan Francis                    | Gil Ozeri & Jak Knight                                                                              | 2019. október 4. 2019. október 4. |
| 28.  | 8.  | A rangsor (Rankings)                                      | Joel Moser                       | Kelly Galuska                                                                                       | 2019. október 4. 2019. október 4. |
| 29.  | 9.  | A felmérő (The ASSes)                                     | Kim Arndt                        | Joe Wengert & Max Silvestri                                                                         | 2019. október 4. 2019. október 4. |
| 30.  | 10. | Zaklatás - A musical (Disclosure the Movie: The Musical!) | Bob Suarez                       | Emily Altman & Victor Quinaz                                                                        | 2019. október 4. 2019. október 4. |
| 31.  | 11. | Szuperszáj (Super Mouth)                                  | Bryan Francis & Mike L. Mayfield | Gil Ozeri                                                                                           | 2019. október 4. 2019. október 4. |

### Negyedik évad (2020)
| Sor. | Év. | Cím                                                                    | Rendező       | Író                                                                   | Premier                             |
| ---- | --- | ---------------------------------------------------------------------- | ------------- | --------------------------------------------------------------------- | ----------------------------------- |
| 32.  | 1.  | Az új énem (The New Me)                                                | Andres Salaff | Történet: Andrew Goldberg & Patti Harrison Tévéjáték: Andrew Goldberg | 2020. december 4. 2020. december 4. |
| 33.  | 2.  | Vérzivataros idők (The Hugest Period Ever)                             | Bryan Francis | Kelly Galuska                                                         | 2020. december 4. 2020. december 4. |
| 34.  | 3.  | Szar ügy (Poop Madness)                                                | Dave Stone    | Gil Ozeri                                                             | 2020. december 4. 2020. december 4. |
| 35.  | 4.  | Lányok a menzáról (Cafeteria Girls)                                    | Andres Salaff | Emily Altman                                                          | 2020. december 4. 2020. december 4. |
| 36.  | 5.  | Egy különleges szeptember 11. (A Very Special 9/11 Episode)            | Bryan Francis | Jak Knight                                                            | 2020. december 4. 2020. december 4. |
| 37.  | 6.  | Nick Starr (Nick Starr)                                                | Dave Stone    | Victor Quinaz                                                         | 2020. december 4. 2020. december 4. |
| 38.  | 7.  | Kézimunka: négy módszer, négy történet (Four Stories About Hand Stuff) | Andres Salaff | Mitra Jouhari & Brandon Kyle Goodman                                  | 2020. december 4. 2020. december 4. |
| 39.  | 8.  | A temetés (The Funeral)                                                | Bryan Francis | Joe Wengert                                                           | 2020. december 4. 2020. december 4. |
| 40.  | 9.  | A rettegés háza (Horrority House)                                      | Dave Stone    | Emily Altman & Victor Quinaz                                          | 2020. december 4. 2020. december 4. |
| 41.  | 10. | Erre mit lépsz? (What Are You Gonna Do?)                               | Andres Salaff | Gil Ozeri                                                             | 2020. december 4. 2020. december 4. |

### Ötödik évad (2021)
| Sor. | Év. | Cím | Rendező | Író | Premier                             |
| ---- | --- | --- | ------- | --- | ----------------------------------- |
| 42.  | 1.  | ?   |         |     | 2021. november 5. 2021. november 5. |
| 43.  | 2.  | ?   |         |     | 2021. november 5. 2021. november 5. |
| 44.  | 3.  | ?   |         |     | 2021. november 5. 2021. november 5. |
| 45.  | 4.  | ?   |         |     | 2021. november 5. 2021. november 5. |
| 46.  | 5.  | ?   |         |     | 2021. november 5. 2021. november 5. |
| 47.  | 6.  | ?   |         |     | 2021. november 5. 2021. november 5. |
| 48.  | 7.  | ?   |         |     | 2021. november 5. 2021. november 5. |
| 49.  | 8.  | ?   |         |     | 2021. november 5. 2021. november 5. |
| 50.  | 9.  | ?   |         |     | 2021. november 5. 2021. november 5. |
| 51.  | 10. | ?   |         |     | 2021. november 5. 2021. november 5. |